# Baturejo
Baturejo is een bestuurslaag in het regentschap Pati van de provincie Midden-Java, Indonesië. Baturejo telt 6053 inwoners (volkstelling 2010).